# 押見修造
押見 修造（おしみ しゅうぞう、1981年3月19日 - ）は、日本の漫画家。

## 概要
群馬県桐生市出身。桐生市立南小学校、桐生市立南中学校、群馬県立桐生高等学校卒業。早稲田大学第一文学部中退。
大学在学中の2002年に『夢の花園』でちばてつや賞ヤング部門優秀新人賞受賞。同年、コミック焦燥（太田出版）に掲載された「真夜中のパラノイアスター」でデビュー。2003年、別冊ヤングマガジンで『アバンギャルド夢子』の連載を開始。
『漂流ネットカフェ』はテレビドラマ化され、『惡の華』はテレビアニメ化された。また2014年には『スイートプールサイド』、2018年には『志乃ちゃんは自分の名前が言えない』が映画化されている。
2017年より、『ビッグコミックスペリオール』にて『血の轍』を連載。

## 来歴

### 生い立ち
幼稚園では隅で絵を描いているような内気な子供だったという。その頃はキャラクターの顔が非常に独特であり、両目の黒目を重ねることで、一つ目のように描いていたが、当時愛読していたガモウひろしの絵を見て、目は2つにしたほうが良いと思うようになった。
その後、小学校ではギャグ漫画を描いていたが、小学3年生の時にロッテリアで、女性が階段を登っている所でパンツを目撃して大きな衝撃を受け、性の目覚めが訪れる。それが今の作風に影響されているという。

### 少年時代
中学1年生の時、父親にルドンの絵や萩原朔太郎の詩などを教えられ、『ドグラ・マグラ』や『ガロ』を愛読し、音楽・本・詩などに没頭して漫画を描かなくなった。
中学時代は、小学生の頃から片思いしている女の子がソフトボール部にいたことから、隣のテニス部に所属して監視していたという。その子とはお付き合いするようになったが、色々あって付き合いは失敗し、それ以来「自分は恋愛ができない人間」だという劣等感を持つようになる。
中学2年生の頃より吃音を患っており、この事から後に、吃音を題材とした作品『志乃ちゃんは自分の名前が言えない』や、吃音を持つ主人公の『血の轍』などを発表している。押見は、前者の単行本あとがきに、吃音が故に普段より人の表情や仕草から感情を読み取る能力が発達し、これが漫画の登場人物の表情を描く時に生かせているのかも知れないといい、また、吃音のせいで言いたいことが言えなかったという心に封じ込められていた物事を、漫画という形で爆発させることができた、自身が吃音でなければ漫画家にはなれなかったかも知れないなる旨を記している。

### 漫画家デビュー
大学に入学して、山本直樹の『フラグメンツ』を見て、再び漫画を描き始める。その後、自伝漫画によれば、20歳くらいの頃に講談社週刊ヤングマガジン編集部に持ち込み、2人の編集者に「ひどいが、おもしろい」といった評価を受ける。その作品は同誌の月間賞奨励賞を受賞し、賞金5万円を得た。
その後、同誌でちんこ（男性器）を見たがる女子高生の漫画『アバンギャルド夢子』や、サキュバスが風俗経営をして精を搾り取ったあげく世界滅亡する漫画『デビルエクスタシー』などを連載する。押見はこのような漫画をよく載せてもらえたものだと述懐している。

### 実写化を連発するヒット作家に
2008年9月より、『漂流ネットカフェ』を連載開始し、2009年にテレビドラマ化された。2009年から連載開始された『惡の華』は、一巻表紙にてヒロインの台詞として大きく「クソムシが」と書かれ話題となり、その後2013年にテレビアニメ化、2019年に実写映画化された。
2011年から連載された『志乃ちゃんは自分の名前が言えない』が2018年に実写映画化、2012年から連載された『ぼくは麻理のなか』が2017年に実写ドラマ化された。

## 人物
漫画家デビューして22歳で結婚し、大学中退している。
年齢が近く作風が似ている映画監督の内藤瑛亮とは親交がある。

## 作品リスト

### 連載
- アバンギャルド夢子（『別冊ヤングマガジン』2003年44号 - 49号、講談社、全1巻）
- スイートプールサイド（『週刊ヤングマガジン』2004年→『別冊少年マガジン』2011年5月号 - 2011年8月号再掲載、全1巻）
- デビルエクスタシー（『週刊ヤングマガジン』2005年31号 - 2006年18号→『別冊ヤングマガジン』2006年15号 - 17号、全4巻）
- ユウタイノヴァ（『週刊ヤングマガジン』2007年28号 - 2008年19号、全2巻）
- 漂流ネットカフェ（『漫画アクション』2008年18号 - 2011年8号、双葉社、全7巻）
- 惡の華（『別冊少年マガジン』2009年10月号〈創刊号〉 - 2014年6月号、講談社、全11巻）
- 志乃ちゃんは自分の名前が言えない（『ぽこぽこ』2011年12月21日 - 2012年10月17日、太田出版、全1巻）
- ぼくは麻理のなか（『漫画アクション』2012年6号 - 2016年18号、全9巻）
- ハピネス（『別冊少年マガジン』2015年3月号 - 2019年4月号、全10巻）
- 血の轍（『ビッグコミックスペリオール』2017年6号[9] - 2023年19号[18]、全17巻）
- おかえりアリス（『別冊少年マガジン』2020年5月号 - 2023年9月号、全40話、全7巻）
- ちーちゃん（原案協力：内藤瑛亮・「毒娘」製作委員会、『週刊ヤングマガジン』2024年7号[19] - 2024年15号[20]）
- 瞬きの音（『ビッグコミックスペリオール』2025年1号[21] - 、既刊1巻）

### 読み切り
- 真夜中のパラノイアスター（『コミック焦燥』2002年） - 単体で電子書籍として発売されている[22]。
- スーパーフライ（『別冊ヤングマガジン』2003年41号） - 単行本『アバンギャルド夢子』に収録。
- 超常眼球 沢田[注 1]（『別冊ヤングマガジン』2003年12月25日号） - 単行本『スイートプールサイド』に収録。
- ワルツ（『フィール・ヤング』2017年2月号、祥伝社） - 単体で電子書籍として発売されている[23]。
- 日下部さん（『webアクション』2020年3月25日）[24] - 単体で電子書籍として発売されている[25]。
- りり（『週刊ヤングマガジン』2021年31号[26]）
- 罪悪読切シリーズ[27]
  - ひろみ（『ビッグコミックオリジナル』2024年22号[28]、2024年23号[29]） - 前後編[28][29]。
  - 足の話（『ビッグコミックオリジナル』2025年7号[27]）
  - 美術部（『ビッグコミックオリジナル』2025年13号[30] - 2025年15号[31]）
- ぼくの町（『別冊少年マガジン』2025年7月号）

### イラスト
- 灰色のダイエットコカコーラ（2013年、著：佐藤友哉、『星海社文庫』、全1巻）
- 空が分裂する（2015年、著：最果タヒ、『新潮文庫nex』、全1巻）
- 女子高生に殺されたい トリビュートイラスト（2015年、原作：古屋兎丸、『ゴーゴーバンチ』Vol.9[32] ）
- ゴーストスクワッド ポスターイラスト（2017年、監督：井口昇[33] ）
- みなみけ 20周年記念イラスト（『週刊ヤングマガジン』2024年27号[34]）

### 画集
- ファムファタル 押見修造画集（2017年9月11日、双葉社）[35]

### その他
- たまと僕の家（『webアクション』2022年7月22日公開[36]） - 『『たま』という船に乗っていた さよなら人類編』発売記念寄稿[36]

## 出演
- 浦沢直樹の漫勉 neo（NHK Eテレ 2021年6月23日） - 『血の轍』および『おかえりアリス』の製作過程を収録した画像を見ながら浦沢と対談。